# Hans Frick (Mediziner)
Hans Frick (geb. 5. November 1921 in Gottenheim) ist ein deutscher Anatom, Fachbuchautor und Hochschullehrer.

## Leben
Hans Frick besuchte die Schule zunächst in Bruchsal und legte 1939 in Karlsruhe das Abitur ab. Er studierte, mit Unterbrechungen durch Wehrdienst und Kriegsgefangenschaft, Medizin an den Universitäten Berlin, Würzburg, Heidelberg, Straßburg und Frankfurt am Main. In Frankfurt wurde er 1947 unter Dietrich Starck promoviert. Anschließend war er dort als wissenschaftlicher Assistent tätig und habilitierte sich 1953 mit einer Arbeit über das Chondrocranium bei Mausohren. 1959 wurde Frick zum außerplanmäßigen, 1962 zum außerordentlichen Professor, 1963 zum persönlichen ordentlichen und 1969 zum ordentlichen Professor für Anatomie ernannt.
1967 nahm er den Ruf auf den Lehrstuhl für makroskopische Anatomie an der Ludwig-Maximilians-Universität München (LMU) an. Dort war er auch 13 Jahre als Prodekan der Medizinischen Fakultät tätig und gehörte dem Senat und der Versammlung der LMU an. Zum 30. September 1988 wurde er emeritiert.
Sein Hauptarbeitsgebiet waren quantitative Analysen in der Anatomie (Biometrie, Allometrie) und die vergleichende Anatomie der Säugetiere, insbesondere des Schädels und der Kopfmuskulatur. Er unternahm Expeditionen nach Sardinien, Äthiopien und Madagaskar. Seine Forschungsergebnisse flossen auch in das Werk Vergleichende Anatomie der Wirbeltiere ein, für welches er an fünf Auflagen als Mitautor beteiligt war. Frick verfasste 60 Publikationen, betreute 20 Dissertationen und vier Habilitationen.
1989 wurde ihm das Verdienstkreuz am Bande des Verdienstordens der Bundesrepublik Deutschland verliehen.

## Schriften (Auswahl)
- Hans Frick, M. Kantner, Helmut Leonhardt, Theodor Heinrich Schiebler (Hrsg.): Examens-Fragen Anatomie. Springer-Verlag, Berlin / Heidelberg / New York 1972, ISBN 3-540-05688-2, 313 Seiten
- Alfred Sherwood Romer, Thomas S. Parsons, Hans Frick: Vergleichende Anatomie der Wirbeltiere. Parey 1983, ISBN 978-3-490-21718-9
- Hans Frick, Helmut Leonhardt, Dietrich Stark (Hrsg.): Allgemeine Anatomie. 4. Auflage, Thieme, Stuttgart 1992, ISBN 978-3-13-356804-3
- Hans Frick, Helmut Leonhardt, Dietrich Stark (Hrsg.): Spezielle Anatomie II: Eingeweide, Nervensystem, Systematik der Muskeln und Leitungsbahnen. Georg Thieme Verlag, 4. Auflage, Stuttgart / New York 1992, ISBN 978-3-13-356804-3, 863 Seiten
- Hans Frick: Wolf-Heideggers Atlas der Human-Anatomie. 4. Auflage. Karger 1990, ISBN 978-3-8055-4289-0